# Raffaele Sansone
Raffaele Sansone (né le 20 septembre 1910 à Montevideo en Uruguay et mort le 11 septembre 1994 à Bologne en Italie) est un joueur de football italo-uruguayen, qui évoluait au poste de milieu de terrain défensif, avant de devenir entraîneur.

## Biographie

### Carrière de joueur

#### En club
Issu d'une famille aisée (son père travaillait à la Bourse), Raffaele (son nom de baptême serait Raphael selon certaines sources, d'autres sources indiquant également Rafael,), surnommé « Tano », commence le football en tant que jeune joueur prometteur pour le grand club de la capitale uruguayenne, le Club Atlético Peñarol.
Il se fait rapidement remarquer, à tel point qu'encensé par la presse locale (qui fait état d'un trio magique « Fedullo-Sansone-Petrone » idéal pour la sélection), il finit par être inscrit sur la liste des trente joueurs uruguayens susceptibles de disputer la future première coupe du monde de football disputée au pays avec la « Celeste » en 1930.
Après que son nom ait été annoncé avec insistance du côté de la Fiorentina, à la suite des recommandations de Petrone, Sansone est finalement séduit par l'offre de l'entraîneur du Bologne FC qui veut un compatriote pour évoluer aux côtés de Fedullo (uruguayen également d'origine salernitaine comme lui), et rejoint l'Émilie-Romagne en 1931. Le duo uruguayen aide fortement l'attaquant Angelo Schiavio à terminer « capocannoniere » à la fin de la saison 1931-32 (saison au cours de laquelle Bologne termine 2e derrière la Juventus). À la fin de la saison 1932-33, Sansone rompt son contrat avec les bolonais, à cause d'un litige contractuel et du mal du pays.
Il retourne ainsi en Uruguay, dans son ancien club du Peñarol avec qui il était encore lié, étant parti jouer en Italie sans autorisation.
En 1934, le nouveau président de Bologne, Renato Dall'Ara, achète définitivement Sansone à Peñarol pour la somme de 500 pesos. Il reste ensuite 10 saisons avec les Rossoblu (une des meilleures périodes de l'histoire du club), remportant quatre championnats (1935-36, 1936-37, 1938-39 et 1940-41) et deux coupes continentales (les Coupe Mitropa de 1932 et 1934).
Après la guerre, il part jouer dans le grand club de sa région d'origine, le SSC Naples, qu'il rejoint en 1946 et pour qui il ne joue qu'une seule rencontre avant de prendre sa retraite de joueur.

#### En sélection
Bien qu'il ait failli jouer pour l'équipe d'Uruguay, Sansone, en tant qu'oriundo (son père étant salernitain), pouvait jouer pour la sélection italienne.
Appelé à la suite de ses bonnes prestations avec Bologne, il fait ses débuts avec la Squadra Azzurra le 20 mars 1932 au Prater de Vienne contre l'Autriche de Matthias Sindelar (défaite 2-1), lors d'un match comptant pour Coupe internationale 1931-1932. Il joue en tout trois matchs pour l'Italie entre 1932 et 1939.

### Carrière d'entraîneur
Sa première expérience du métier d'entraîneur a lieu lors de la saison 1945-46, où il prend brièvement les commandes de Naples, guidant l'équipe à la première place du Championnat d'Italie centrale et du Sud, qualifiant le club pour la Serie A avec une 5e place finale.
En 1951, il prend encore brièvement les rênes du club qui l'a fait connaître, Bologne, également club de la ville dans laquelle il réside. Puis l'année suivante, il part dans le sud pour entraîner durant une saison le club de Bari.

### Après-carrière
Après s'être retiré du monde du football, Sansone s'installe définitivement à Bologne, où il avait rencontré en 1936 celle qui allait plus tard devenir sa femme, une bolonaise avec qui il a deux fils.
Il devient alors conseiller, notamment pour les affaires de recrutement, du président historique du Bologne FC Renato Dall'Ara, avant d'ensuite entraîner les jeunes du club (avec qui il remporte le Tournoi de Viareggio de 1967) puis observateur, étant notamment à l'origine de la découverte de nombreux jeunes talents, comme Ezio Pascutti, Bruno Capra, Helmut Haller, Carlo Furlanis, Paride Tumburus ou encore Antonio Renna.

## Palmarès
| Bologne - Championnat d'Italie (4) : - Champion : 1935-36, 1936-37, 1938-39 et 1940-41. - Vice-champion : 1931-32 et 1939-40. - Coupe Mitropa (2) : - Vainqueur : 1932 et 1934. - Tournoi international de l'Exposition Universelle de Paris (1) : - Vainqueur : 1937. |  | Peñarol - Championnat d'Uruguay : - Vice-champion : 1933 et 1934. |